# Anthony Rendon
Anthony Michael Rendon (Houston, 6 giugno 1990) è un giocatore di baseball statunitense, terza base per i Los Angeles Angels della Major League Baseball.

## Carriera

### Minor League (MiLB)
Rendon frequentò la Lamar High School di Houston, sua città natale, e dopo essersi diplomato venne selezionato nel 27º turno del draft MLB 2008 dagli Atlanta Braves. Rifiutò l'offerta e si iscrisse alla Rice University, dove venne selezionato nel primo turno, come sesta scelta assoluta del draft MLB 2011, dai Washington Nationals. Iniziò la carriera professionistica nel 2012, venendo schierato nella classe Rookie in 5 partite, nella A-breve in 8 partite, nella A-avanzata in 9 partite e nella Doppia-A in 21 partite, per un totale di 43 presenze stagionali nella minor league.

### Major League (MLB)

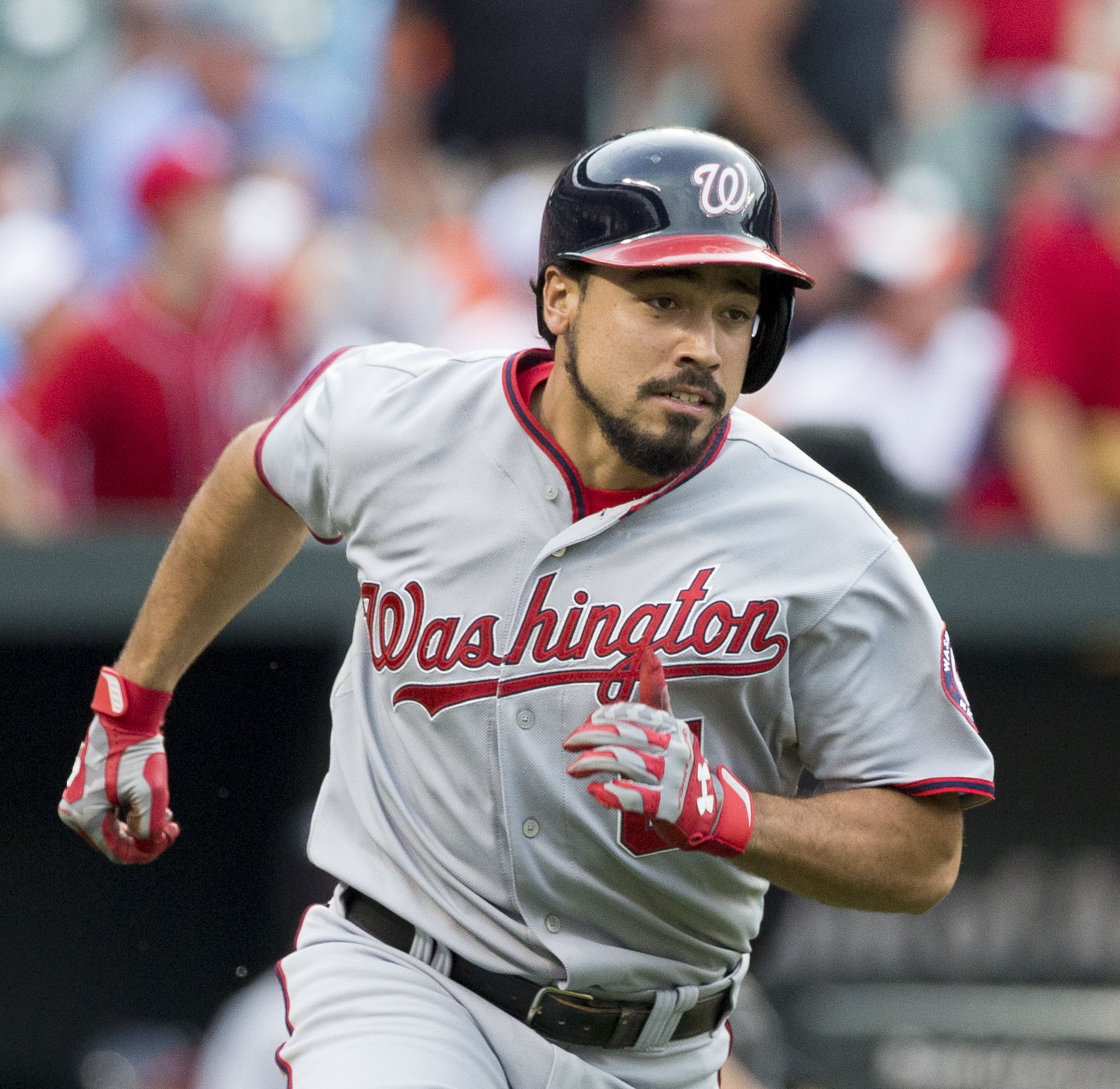
Anthony Rendon mentre corre in base nel 2014

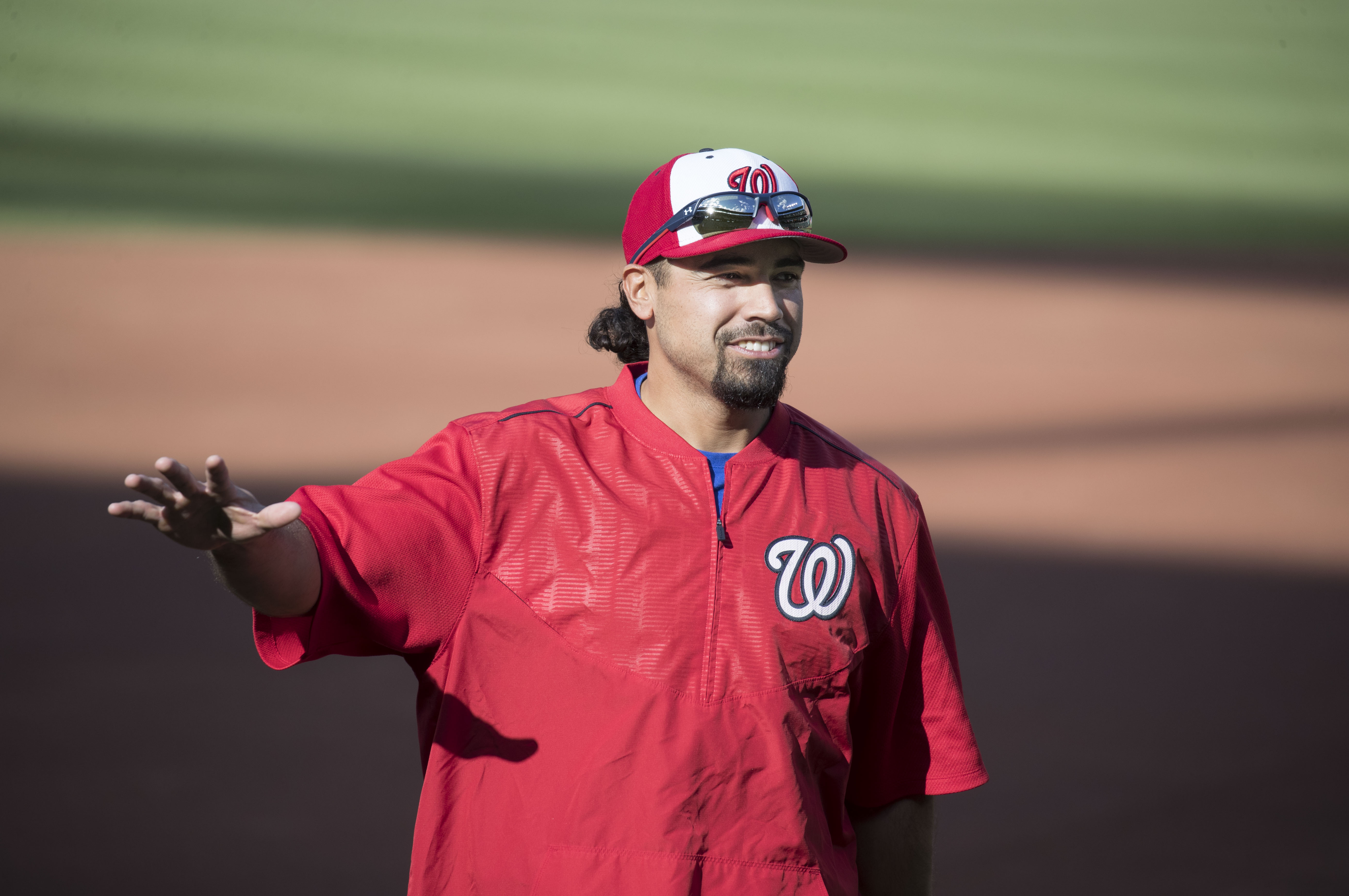
Rendon nel 2017

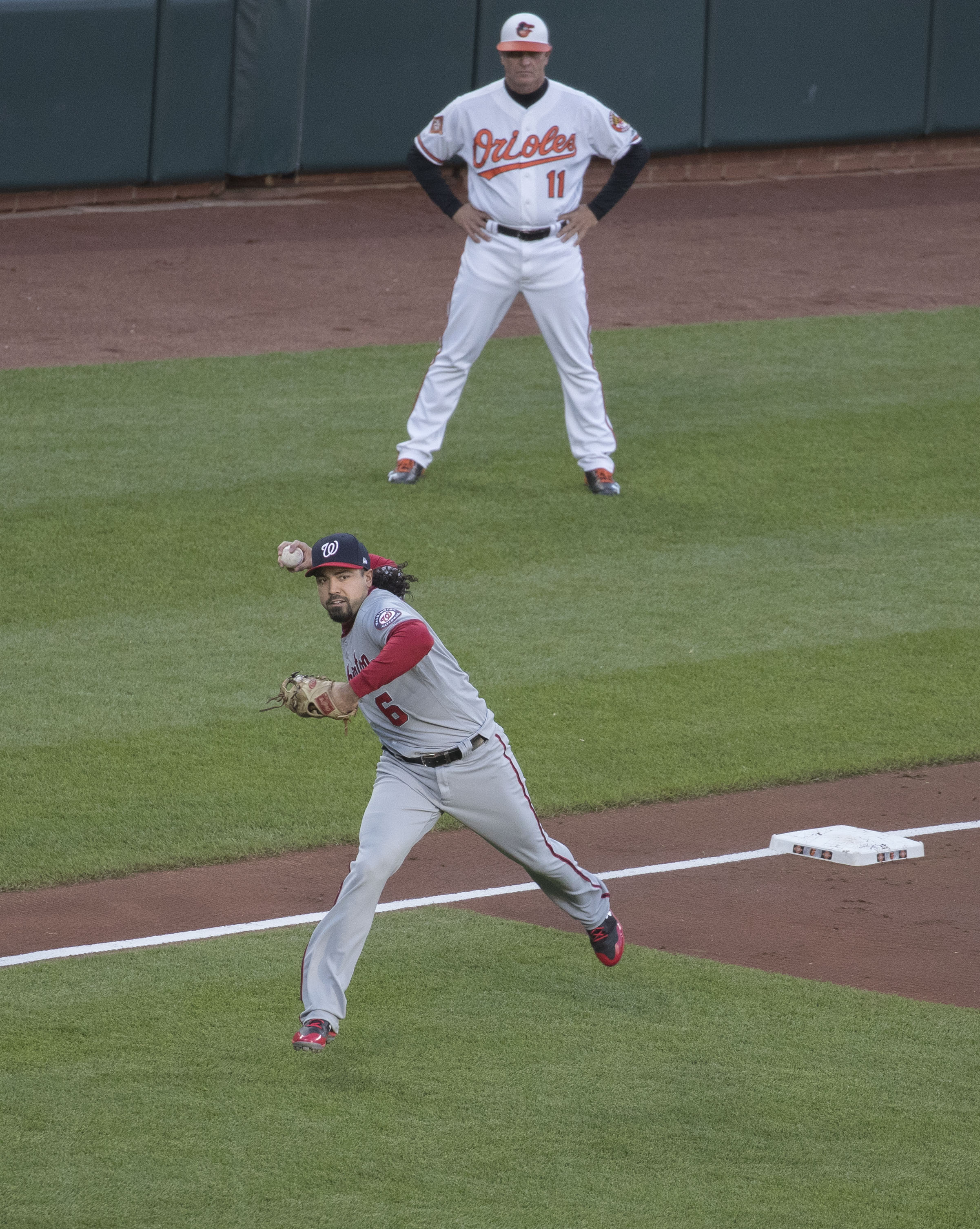
Rendon in terza base nel 2017

Rendon debuttò nella MLB il 21 aprile 2013, al Citi Field di New York City contro i New York Mets. Durante la stagione giocò quasi esclusivamente nel ruolo di seconda base (82 partite), concludendo la stagione con 98 partite disputate nella MLB e 36 nella minor league (33 nella Doppia-A e 3 nella Tripla-A).
Nel 2014 tornò al suo ruolo naturale, il terza base. Terminata la stagione regolare, Rendon partecipò al suo primo post stagione. A stagione ultimata, venne premiato con il Silver Slugger Award.
Durante la stagione 2019 venne convocato per la prima volta per l'All-Star Game. A fine anno divenne campione delle World Series con i Nationals, che batterono gli Houston Astros per quattro gare a tre, ottenendo il loro primo titolo della franchigia. Divenuto Free agent subito dopo, Rendon firmò l'11 dicembre un contratto di 7 anni dal valore complessivo di 245 milioni di dollari con i Los Angeles Angels.
Nel 2021, Rendon disputò solo 58 partite a causa di infortunio all'inguine che lo costrinse a riposo per gran parte del mese di aprile, e successivamente al ginocchio che lo tenne lontano dai campi da gioco in alcune partite di maggio e che poi lo costrinse a terminare la stagione il 4 luglio, vista la necessità di intervento chirurgico.

## Palmarès

### Club
- World Series: 1

Washington Nationals: 2019

### Individuale
- All-Star Game: 1

2019
- Silver Slugger Award: 2

2014, 2019
- Comeback Player of the Year della NL: 1

2016
- Giocatore della settimana della NL: 2

16 luglio 2017, 25 agosto 2019